# Antyla jamajska
Antyla jamajska (Spindalis nigricephala) – gatunek małego ptaka z rodziny antyli (Spindalidae), występujący endemicznie na Jamajce. Nie jest zagrożony.

## Taksonomia

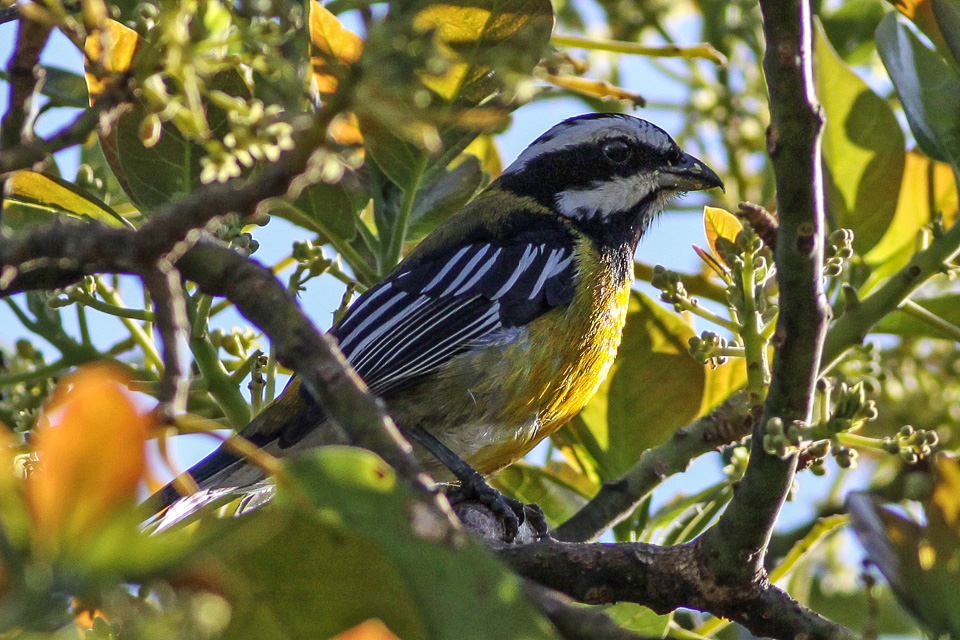
W gałęziach

Gatunek monotypowy. Razem z innymi Spindalis wydzielony z rodziny tanagrowatych (Garrildo i inni, 1997) na podstawie morfologii i wokalu. Antyla jamajska jest blisko spokrewniona z antylą pasiastą (S. zena), dominikańską (S. dominicensis) i portorykańską (S. portoricensis), wszystkie te taksony łączono dawniej w jeden gatunek, ale różnią się od siebie morfologią, upierzeniem i wokalizacją, a geograficznie są od siebie odizolowane.

## Charakterystyka
Osiąga wielkość 18 cm i masę 38–65 gramów i tym samym jest największym gatunkiem rodzaju Spindalis. Żywi się owocami, jagodami, kwiatami, liśćmi oraz paszami. Gniazduje w luźnej strukturze w kształcie miseczki umieszczonej na drzewie lub krzewie. Odwiedza wilgotne lasy i preferuje leśne obszary z występującymi w pobliżu drzewami owocowymi.
Samiec ma jaskrawe ubarwienie, żółto-oliwkowy tył, który na zadzie staje się pomarańczowy. Lotki i pokrywy skrzydłowe są barwy czarnej z białymi krawędziami. Ogon jest czarny z białymi krawędziami na zewnątrz. Na głowie można zauważyć czarny kaptur kontrastujący z długimi białymi paskami. Oczy są ciemnobrązowe, a nogi i stopy ciemnoszare. Samica jest bardziej matowa.

## Status
IUCN uznaje antylę jamajską za gatunek najmniejszej troski (LC – Least Concern). Liczebność populacji nie została oszacowana; w 1998 roku ptak ten opisywany był jako pospolity. BirdLife International szacuje trend liczebności populacji jako spadkowy ze względu na utratę siedlisk leśnych.